# Rotolo appeso

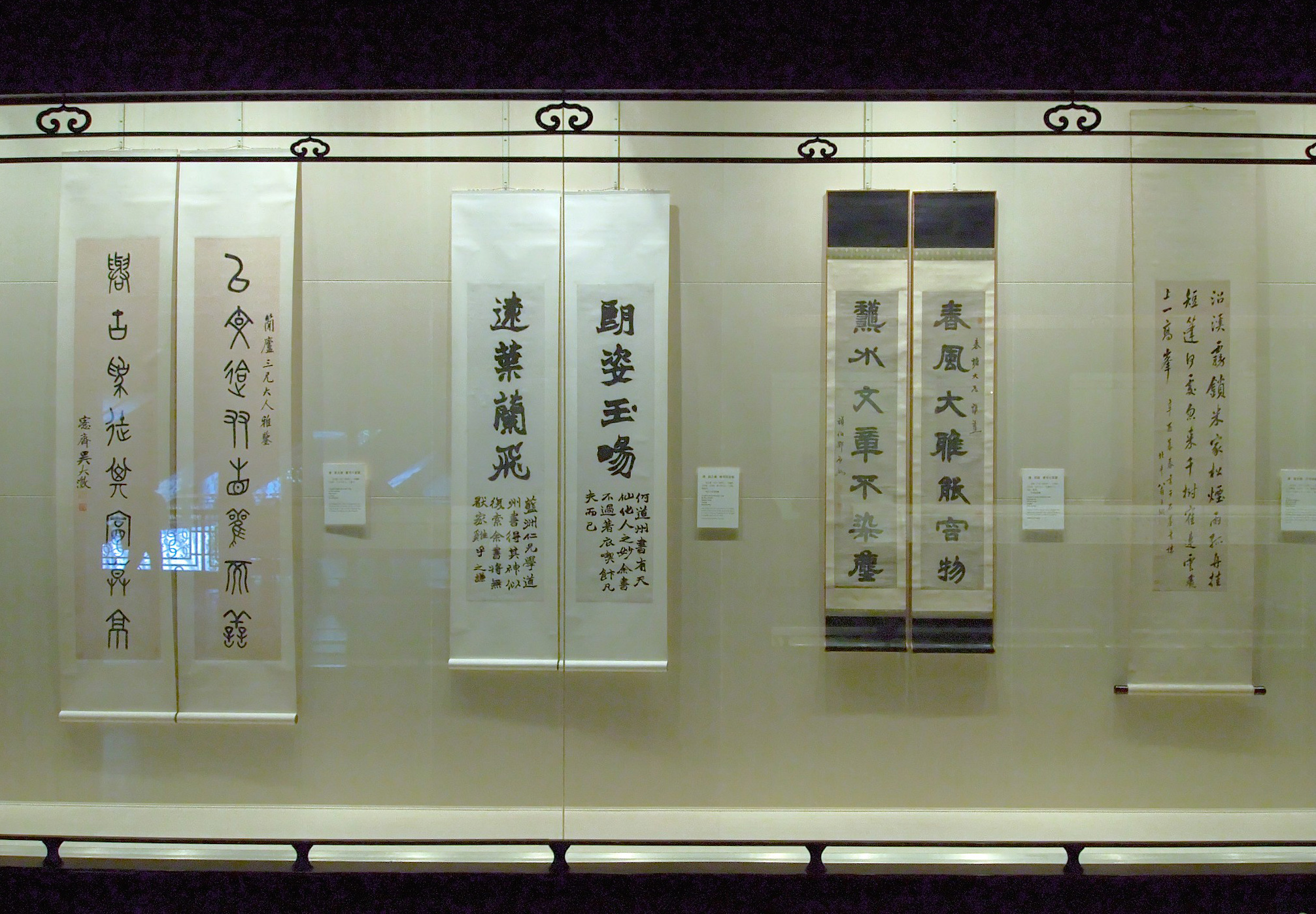
Rotoli appesi cinesi di calligrafia in mostra, Shanghai

Un rotolo appeso (cinese: 立軸T, lìzhóuP; chiamato anche 軸 o 掛軸) è uno dei molti modi tradizionali di mostrare ed esporre la pittura e la calligrafia cinesi. Mostrare l'arte in questo modo permetteva al pubblico di apprezzare l'estetica dei rotoli nella sua interezza. Occorre distinguere il rotolo appeso da quello disteso, che era più stretto e spesso molto più lungo e non concepito per essere visibile tutto in una volta. La tecnica fu importata in Giappone e in Corea che hanno ciascuno le proprie tradizioni ed estetica.
I rotoli appesi sono destinati generalmente a essere esposti per brevi periodi di tempo e sono poi arrotolati per essere legati e riposti al sicuro. I rotoli appesi vengono ruotati secondo la stagione o l'occasione, in quanto tali opere non mai destinati ad essere in mostra permanente. La superficie da dipingere della carta o della seta può essere montata con bordi decorativi di seta di broccato. Nella composizione di un rotolo appeso, il primo piano di solito è in fondo al rotolo, mentre la media e la lunga distanza sono rispettivamente in mezzo e in cima.
L'abilità tradizionale coinvolta nella creazione di un rotolo appeso è considerata un'arte in sé ed è chiamata zhuangbiao (裝裱). Le montature per i dipinti cinesi si possono dividere in vari tipi, quali, tra gli altri, rotoli distesi, rotoli appesi, fogli di album e paraventi. Nel rotolo appeso il vero dipinto è montato su un supporto più grande di tessuto o di carta, cucito alle estremità superiore e inferiore intorno a piccoli paletti o aste di legno. In cima il paletto permette di appenderlo mediante una cordicella e in fondo fornisce un piccolo peso per mantenere il rotolo piatto e stabile.

## Storia
In Cina, i rotoli si originarono nella loro forma più antica dalla letteratura e da altri testi scritti su strisce di bambù e drappi di seta. I più antichi rotoli appesi si legano e si sviluppano dai drappi di seta della prima storia cinese. Questi drappi erano lunghi e appesi verticalmente alle pareti. Simili drappi di seta e dipinti su rotoli appesi furono trovati nelle tombe di Mawangdui risalenti alla dinastia Han (206 a.C. – 220 d.C.). Verso il periodo della dinastia Tang (618–907), furono riassunti gli obiettivi estetici e strutturali per i rotoli appesi, che sono seguiti ancora ai giorni nostri. Durante la prima dinastia Song (960–1279), i rotoli divennero ben adattati agli stili degli artisti, conseguentemente i rotoli appesi erano fatti in molte dimensioni e proporzioni diverse.

## Descrizione

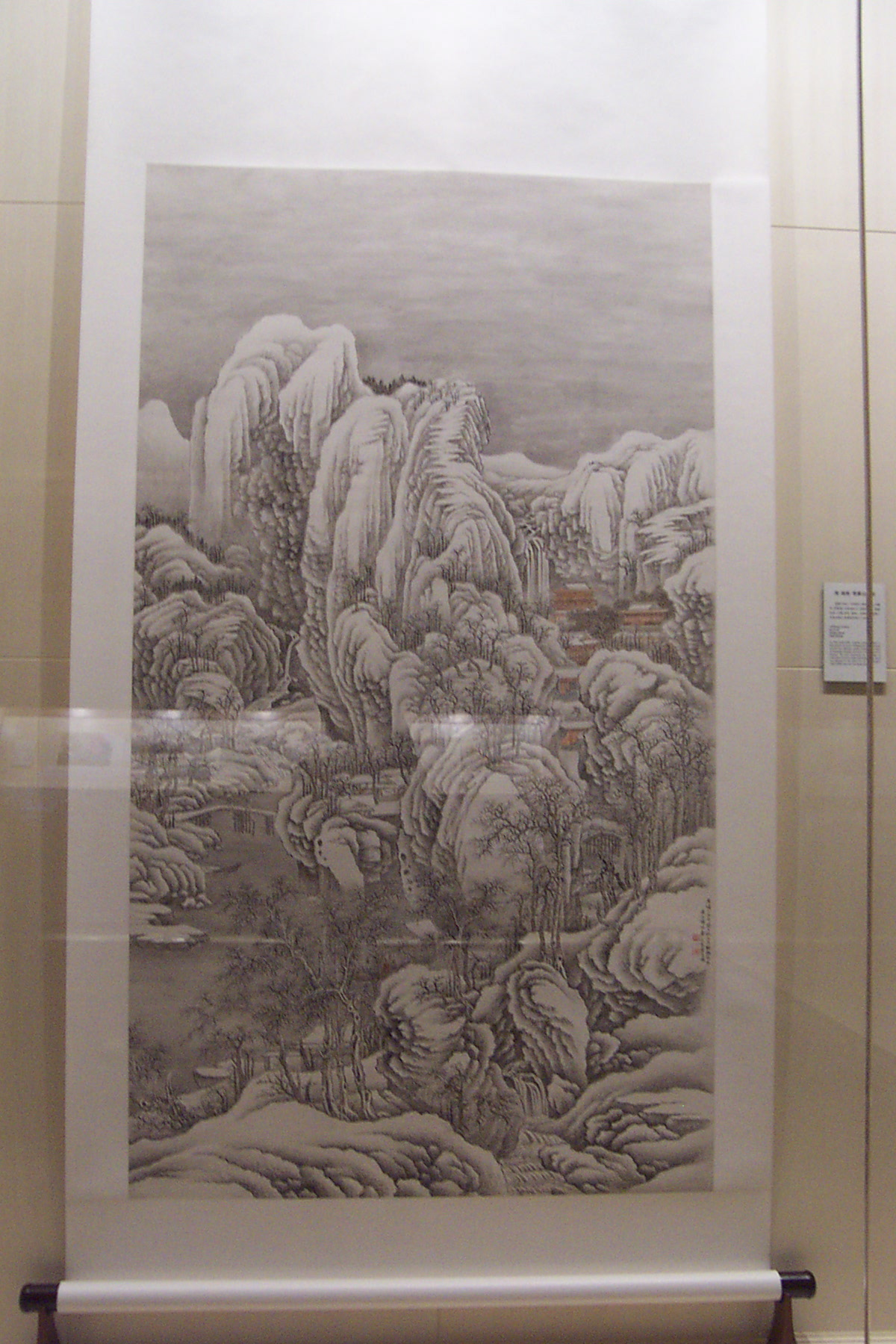
Rotolo appeso cinese di un dipinto nel Museo di Shanghai

Il rotolo appeso fornisce all'artista un formato verticale per mostrare la sua arte montata su un muro. È uno dei tipi di rotoli più comuni per la pittura e la calligrafia cinese. Anche i rotoli appesi orizzontali sono usati molto frequentemente e sono una forma comune. Il rotolo appeso è diverso dal rotolo disteso in quanto quest'ultimo non viene attaccato a un muro. Il rotolo disteso è un rotolo lungo e stretto usato nella pittura cinese per mostrare una serie di scene. Questo rotolo è concepito per essere visto sezione per sezione durante lo srotolamento e in piano su un tavolo, il che è in contrasto con un rotolo appeso che si apprezza nella sua interezza guidando gli occhi attraverso l'opera d'arte.

## Stili di rotoli appesi
Ci sono parecchi stili per le montature dei rotoli appesi, quali:
- Yisebiao (一色裱, montatura a un colore)[3]
- Ersebiao (二色裱, montatura a due colori)[3]
- Sansebiao (三色裱, montatura a tre colori)[3]
- Xuanhezhuang (宣和裝, stile Xuanhe; chiamato anche 宋式裱, montatura di tipo Song)[3][11]

Oltre ai precedenti stili di montature, ci sono alcuni modi aggiuntivi di formattare il rotolo appeso.
- Dipinti a striscia sottile (條幅畫)

I dipinti a striscia stretta sono destinati a stanze e spazi più piccoli.
- Dipinti da sala (中堂畫)

I dipinti da sala sono destinati ad essere l'oggetto centrale della sala principale. Di solito è un grande rotolo appeso che funge da punto focale in un interno e spesso raffigura un soggetto molto complicato.
- Quattro rotoli appesi (四條屏)

Questi rotoli appesi furono sviluppati dai dipinti per paraventi. La struttura presenta quattro rotoli appesi lunghi e stretti che sono di solito attaccati l'uno accanto all'altro su un muro, ma possono anche essere attaccati ciascuno per conto proprio. I soggetti hanno temi collegati, come i fiori delle quattro stagioni, i Quattro gentiluomini (orchidea, bambù, crisantemo, albicocco giapponese), le  Quattro bellezze (dame rinomate per la loro bellezza).
- Schermo panoramico (通景屏)

Lo schermo panoramico consiste in vari rotoli appesi che hanno immagini continue, nelle quali parte del soggetto continua ancora in un altro rotolo. Questi rotoli appesi coprono grandi aree di un muro e di solito non hanno un confine tra di loro.
- Distico (對聯)

Un distico sono due rotoli appesi cinese collocati fianco a fianco o che accompagnano un rotolo al centro. Contengono di solito calligrafie poetiche in scrittura verticale. Questo stile acquistò popolarità durante la dinastia Ming (1368–1644).

## Caratteristiche e materiali

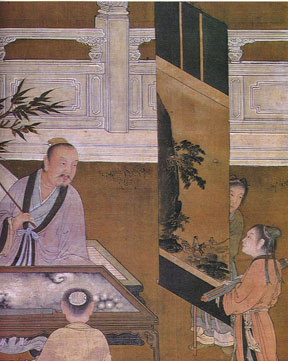
Sezione di un dipinto che mostra un rotolo appeso Xuanhezhuang

Le tecniche cinesi di montaggio e di conservazione sono considerate un'abilità tradizionale e si crede che si siano sviluppate intorno a 2.000 anni fa. Questa abilità è considerata è un'arte in sé. Una meticolosa attenzione era ed è ancora prestata per far sì che la qualità e la varietà della seta e della carta proteggano e si adattino in modo appropriato all'opera d'arte sulla montatura, in quanto essa dà forma all'oggetto artistico. L'oggetto è fissato su un intarsio a quattro lati, fatto di carta o di seta, fornendo in tal modo un bordo.
L'opera d'arte al centro del rotolo è chiamata huaxin (畫心; letteralmente "cuore dipinto"). Vi è talvolta una sezione sopra l'opera. Questa sezione è chiamata shitang (詩塘) ed è riservata solitamente alle iscrizioni sull'opera d'arte, che vanno da una breve poesia in versi a poesie e altre iscrizioni, e sono fatte spesso da persone diverse dall'artista. Le iscrizioni tuttavia possono essere collocate sul materiale dell'opera stessa. La parte superiore del rotolo è chiamata tiantou (天頭; simboleggiante il "Cielo") e la parte inferiore ditou (地頭; simboleggiante la "Terra").
In cima al rotolo vi è una sottile barra di legno, chiamata tiangan (天杆), alla quale è attaccata una cordicella per appendere il rotolo. Due strisce decorative, chiamate jingyan (惊燕; letteralmente "rondini spaventate"), sono talvolta attaccate in cima al rotolo. In fondo al rotolo vi è una barra cilindrica di legno, chiamata digan (地杆), attaccata per dare al rotolo il peso necessario per restare correttamente appeso a un muro, ma serve anche ad arrotolare il rotolo per riporlo quando non è in mostra. I due pomelli ai lati estremi della barra di legno inferiore sono chiamati zhoutou (軸頭) e aiutano a facilitare l'arrotolamento del rotolo. Tali pomelli potevano essere ornati con una quantità di materiali, come giada, avorio o corno.

## Metodo e processi
I montatori tradizionali dei rotoli passano attraverso un processo molto lungo per appoggiare le sete della montatura con la carta prima di creare i bordi per il rotolo. Dopo, si appoggia l'intero rotolo prima di attaccare l'arrotolatore e le rifiniture. L'intero processo può richiedere da due settimane a nove mesi a seconda di quanto a lungo il rotolo è lasciato sul muro per asciugarsi e allungarsi prima di rifinirlo lucidando il retro con la cera cinese e inserendo l'asta e l'arrotolatore alle due estremità. Questo processo è chiamato "montaggio umido" per via dell'uso della colla umida nel processo.
Alla fine del XX secolo fu creato un nuovo metodo chiamato "montaggio a secco", che implica l'uso di fogli di silicone attivati dal calore al posto della colla che riduceva la quantità di tempo da poche settimane ad appena poche ore. Questo nuovo metodo è usato generalmente per le opere d'arte prodotte in serie piuttosto che per l'arte o la conservazione di pregio in quanto il montaggio fatto in questo modo tende a non essere così robusto come il montaggio umido, i cui rotoli possono durare oltre un secolo prima che occorra rimontarli.